# Joseph Gindra
Hubert Joseph (Jozef) Gindra, né le 16 juillet 1862 à Jemeppe-sur-Meuse (près de Liège) et mort le 3 mai 1938 à Bladel, province du Brabant-Septentrional ou Brabant-du-Nord aux Pays-Bas, est un peintre belge .

## Biographie
Ses parents étaient Jean Baptiste Gindra et Marie Sophie Henrotary. Son grand-père était Jean Gindra (Allemagne, 1788 – Tilleur, 1867), célèbre architecte créateur de jardins et paysagiste germano - belge .
Il vit et travaille principalement à partir de 1887 à Bladel, province du Brabant-Septentrional ou Brabant-du-Nord aux Pays-Bas. Il peint principalement des intérieurs paysans, des paysages et des natures mortes florales.  
Sa maison (Gindrahuis) existe encore à Bladel, et, selon la rumeur, serait un lieu hanté .
Ses œuvres se trouvent au Museum Kempenland (nl) à Eindhoven (Pays-Bas).